# Линия Рупника

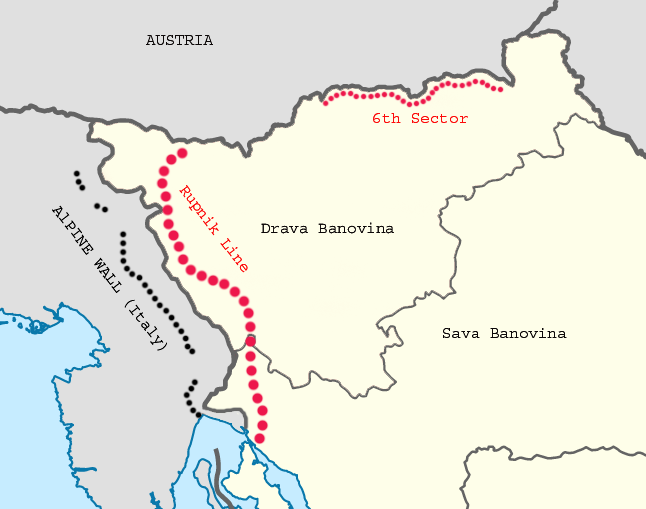
Расположение Линии Рупника

Линия Рупника (словен. Rupnikova linija) — оборонительная линия, названная в честь словенского генерала югославской армии Леона Рупника, представляла собой линию укреплений, которую Югославия построила вдоль своей наземной западной и северной границы в период с 1937 по 1941. Строительство линии было мерой безопасности, принятой для того, чтобы противостоять строительству Альпийского вала, пограничной линии укреплений возведённой Италией, а также против угрозы немецкого вторжения.
Линия Рупника в Югославии была вдохновлена различными другими фортификационными системами, построенными вдоль границ, главным образом Францией, Чехословакией и соседней Италией. Линия создавалась для соблюдения существующей государственной границы, а также для отражения потенциального вторжения.
Несмотря на то, что на пике гарнизон линии составлял около 15 000 военнослужащих, и который мог быть расширен до 40 000 человек, данная система укреплений никогда не использовалась в полную силу, поскольку к моменту вторжения в Югославию в апреле 1941 года она была практически не подготовлена и оставлена.

## Планирование и строительство
Идея строительства укреплений вдоль итальянской границы с Югославией возникла в 1935 году в качестве контрмеры возведению укреплений Альпийского вала на фоне постепенного ухудшения отношений между двумя государствами. В 1936 году был официально принят указ о разработке новой системы оборонительных сооружений вдоль границы. Само строительство началось только в 1937  или 1938 году. Подобное широкомасштабное строительство значительно снизило последствия продолжающегося экономического кризиса в регионе, а также повысило уровень жизни, так как вначале в штате было занято около 15 000 рабочих, а их число на пике в 1941 году возросло до 60 000, из которых около 40 000 были армейскими резервистами. Около 4000 бункеров и подземных комплексов было закончено или частично построено до вторжения Оси.

## Организация
У югославского руководства было мало опыта в планировании крупномасштабных оборонительных позиций, поэтому линия Рупника в значительной степени вдохновлялась различными аналогичными французскими комплексами, в основном линией Мажино.

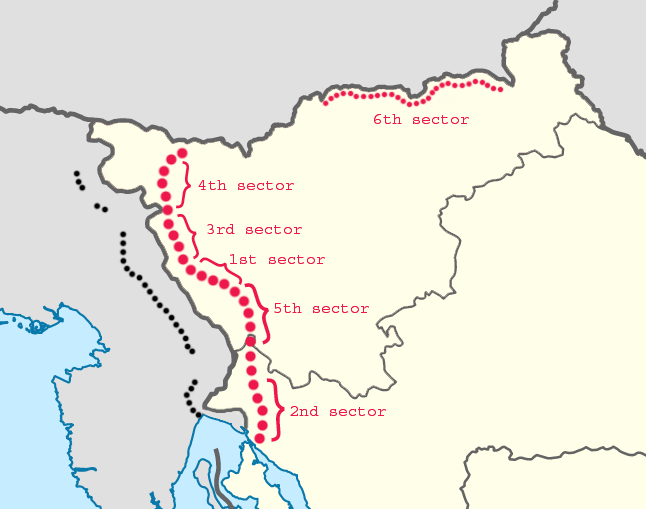
Сектора Линии Рупника.

План предусматривал строительство двух параллельных линий бункеров, соединённых между собой. Не предпринималось никаких попыток маскировать позиции, чтобы потенциально усилить психологический эффект, который мог бы оказать вид укреплений на противную сторону.
Вся линия была разделена на 6 секторов, причём более важное значение имели сектора с наименьшими номерными обозначениями;
1-й сектор: самое важное расположение, Ворота Постойны — это самый низкий перевал, который позволяет пересечь Динарское нагорье.
2-й сектор: его роль состояла в защите Далмации.
3-й сектор: служил укреплением границы между Шкофья-Лока и Врхника.
4-й сектор: защита долины Селька.
5-й сектор: укрепление границы между Чабаром и Церкницей.
6-й сектор: его строительство началось после аншлюса Австрии, чтобы противостоять возможному вторжению через австрийскую территорию. Расположен между Горня Радгона и Дравоград.

### Параллельные линии обороны
Позиции были разделены на две основные линии обороны:
1-я линия обороны: передняя часть оборонительного комплекса, состоящая из пулемётных бункеров различных форм и размеров, наиболее часто строящейся формой является башня.
Артиллерийская линия: эта линия состояла из противотанковых, барьерных, горных и казематных укреплений. Горные укрепления были одними из самых крупных, так как планировалось, что по некоторым из них перемещения по основным коридорам будут осуществляться с помощью моторного транспорта.

## Вторая мировая война

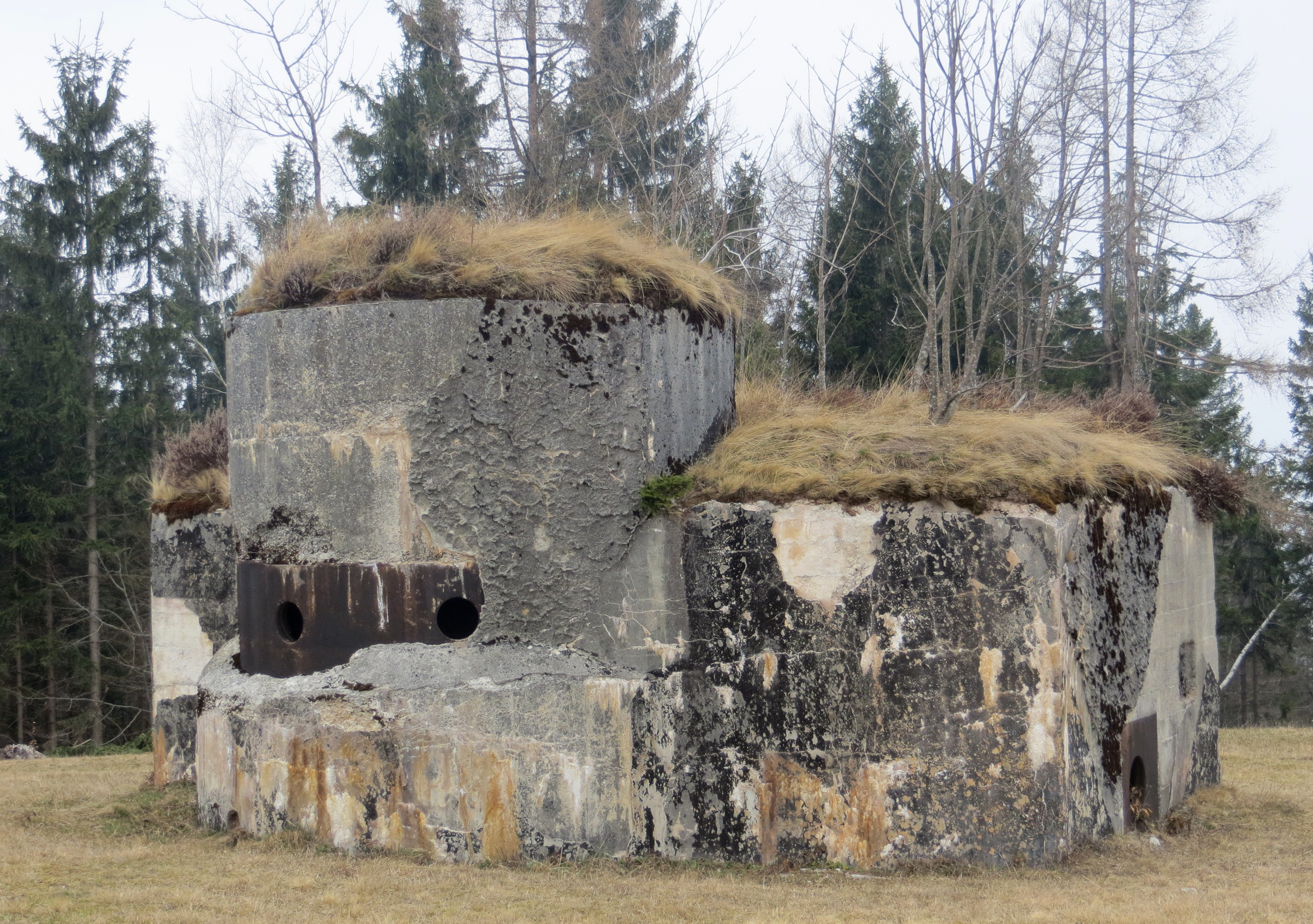
Один из сохранившихся бункеров Линии Рупника

Линия была неудовлетворительно подготовлена к вторжению Оси, которое произошло в апреле 1941 года, так как её строительство должно было завершиться только в 1947 году. Югославский военный бюджет был в значительной степени исчерпан ко времени вторжения, и обе атакующие силы имели значительное превосходство. Как следствие, линия была плохо защищена и в значительной степени оставлена во время вторжения Италии и Германии. Часть 6-го сектора под Дравоградом сумела удерживать позиции в течение трёх дней, прежде чем отступить. Другие примечательные случаи сопротивления были 8 апреля на горе Блегош, Гозд Мартульек и в Каставе около Риеки 9 апреля. Некоторым силам удалось отбросить захватчиков в Церкно, но в конечном итоге и они были вынуждены отступить.
Большая часть объектов в аннексированной итальянской зоне была уничтожена с целью предотвратить их использование силами противника, а также чтобы добраться до столь необходимых металлов, расположенных в стенах этих укреплений.

## После войны
После войны укрепления остались на территории социалистической Югославии. Большинство зданий были заброшены, за исключением нескольких, использовавшихся вооруженными силами. После распада Югославии линия получила известность и была организована тематическая тропа для туристов, хотя эта территория всё ещё находится в ведении Министерства обороны. Укрепления на Голи Врх и Храст Хилл ремонтируются для туристических услуг.

## Галерея

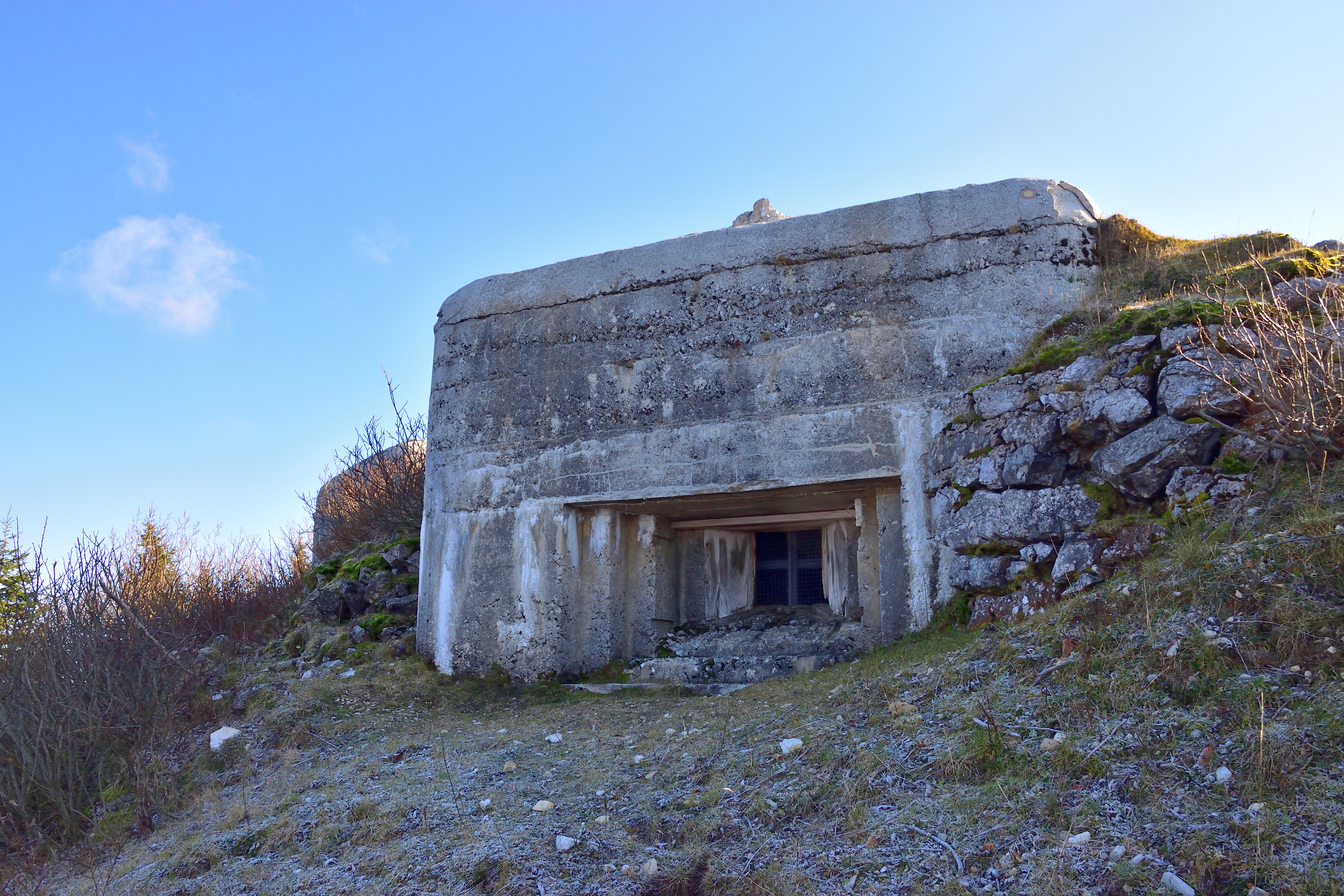
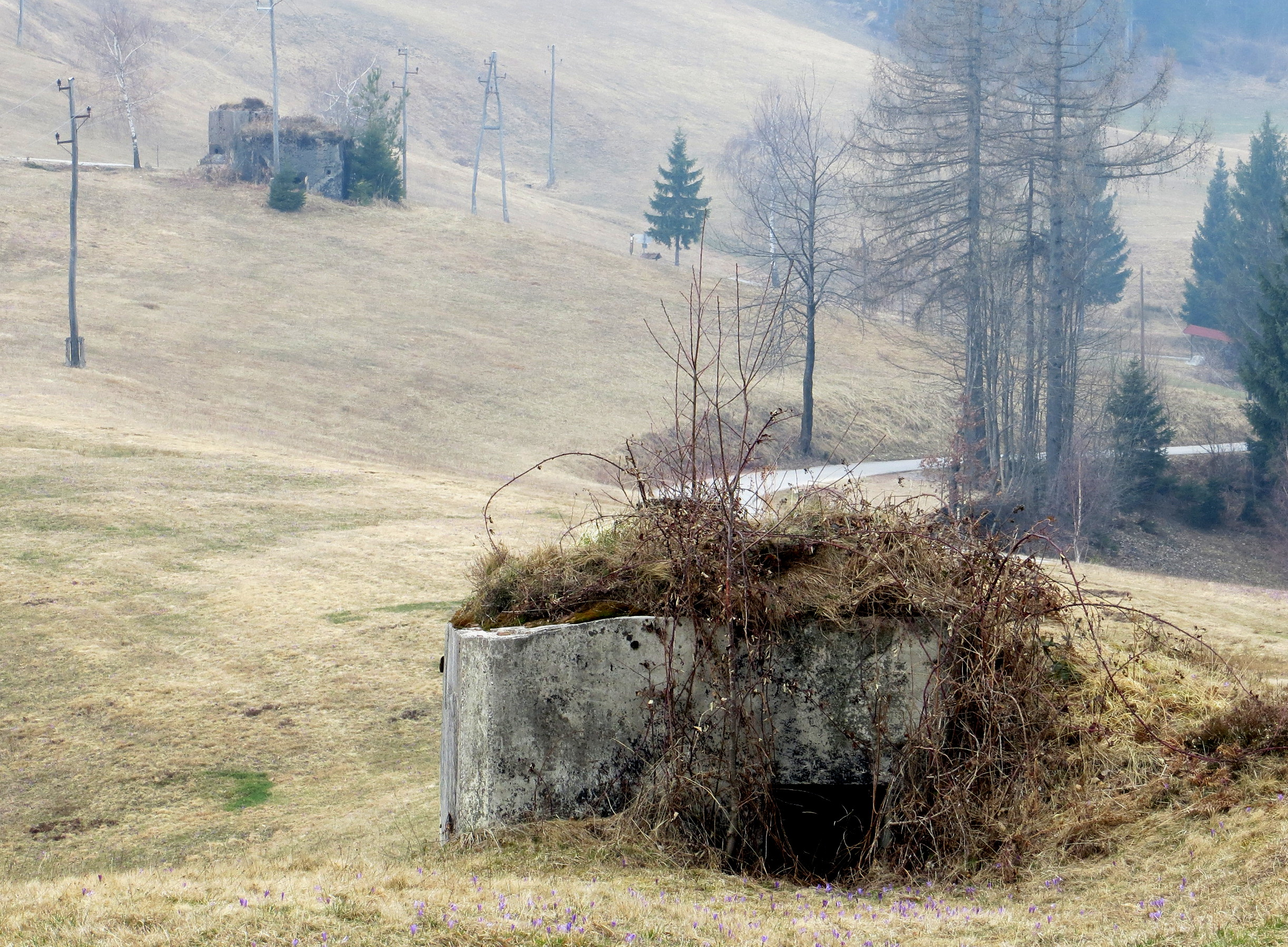
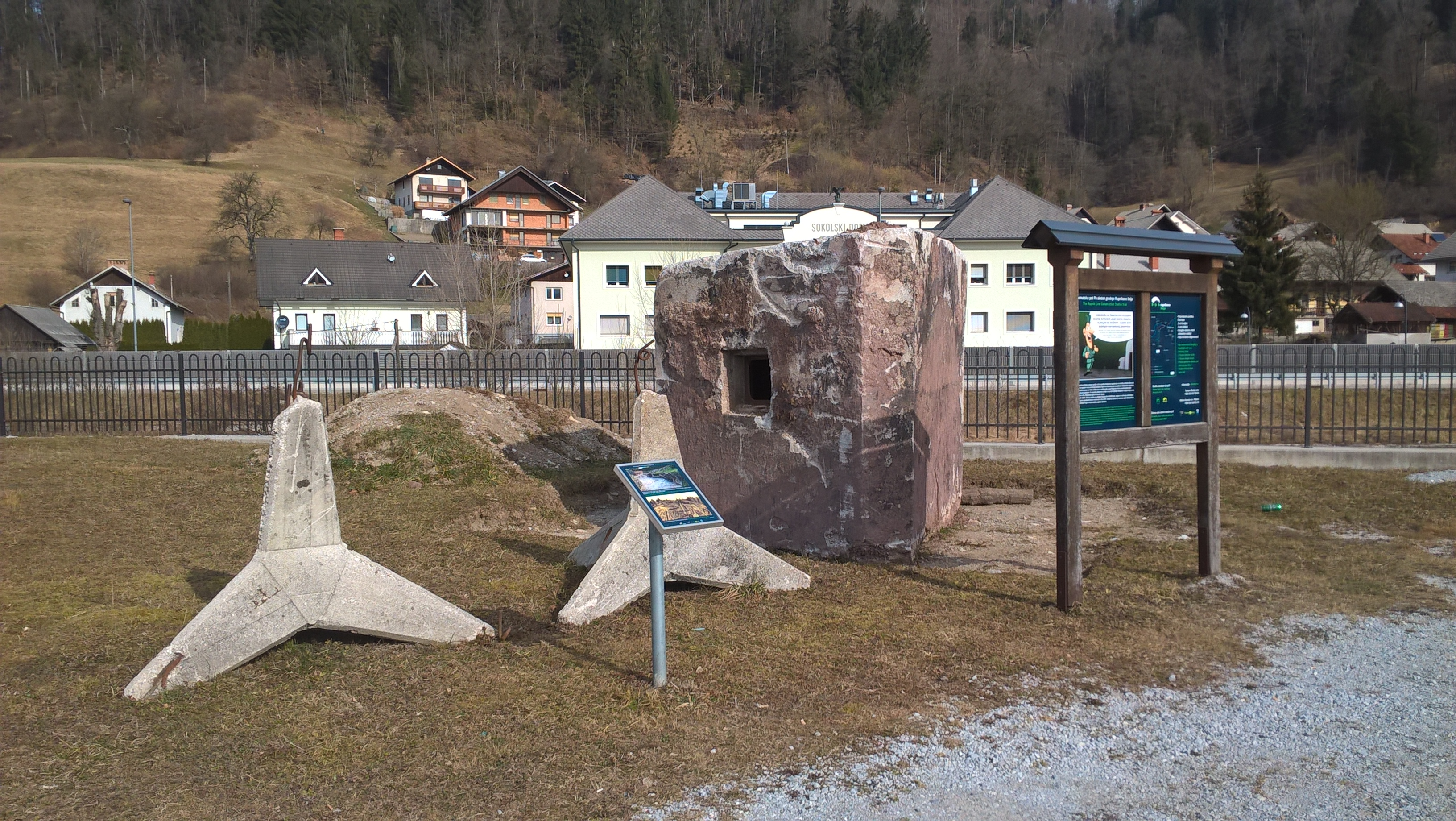
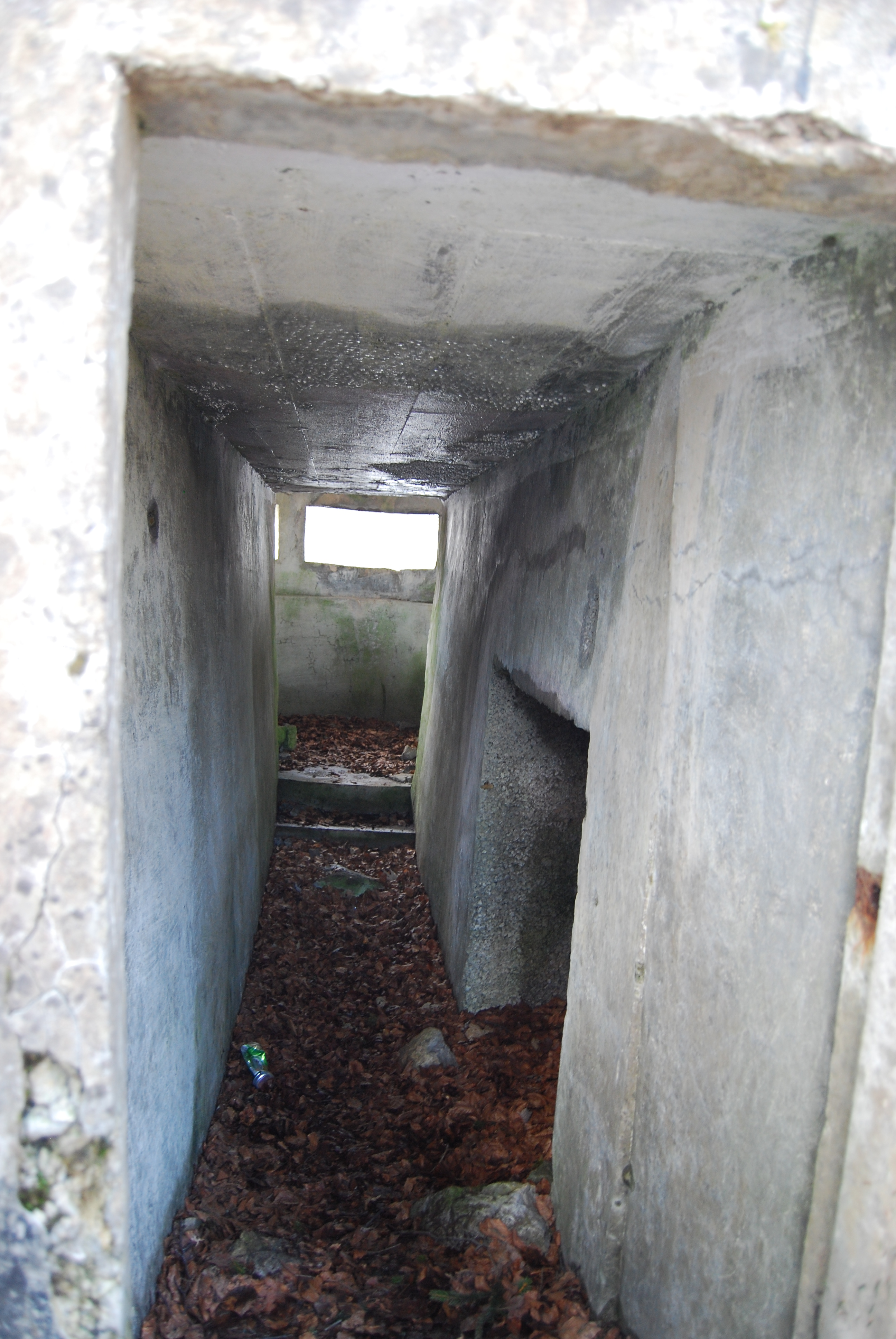
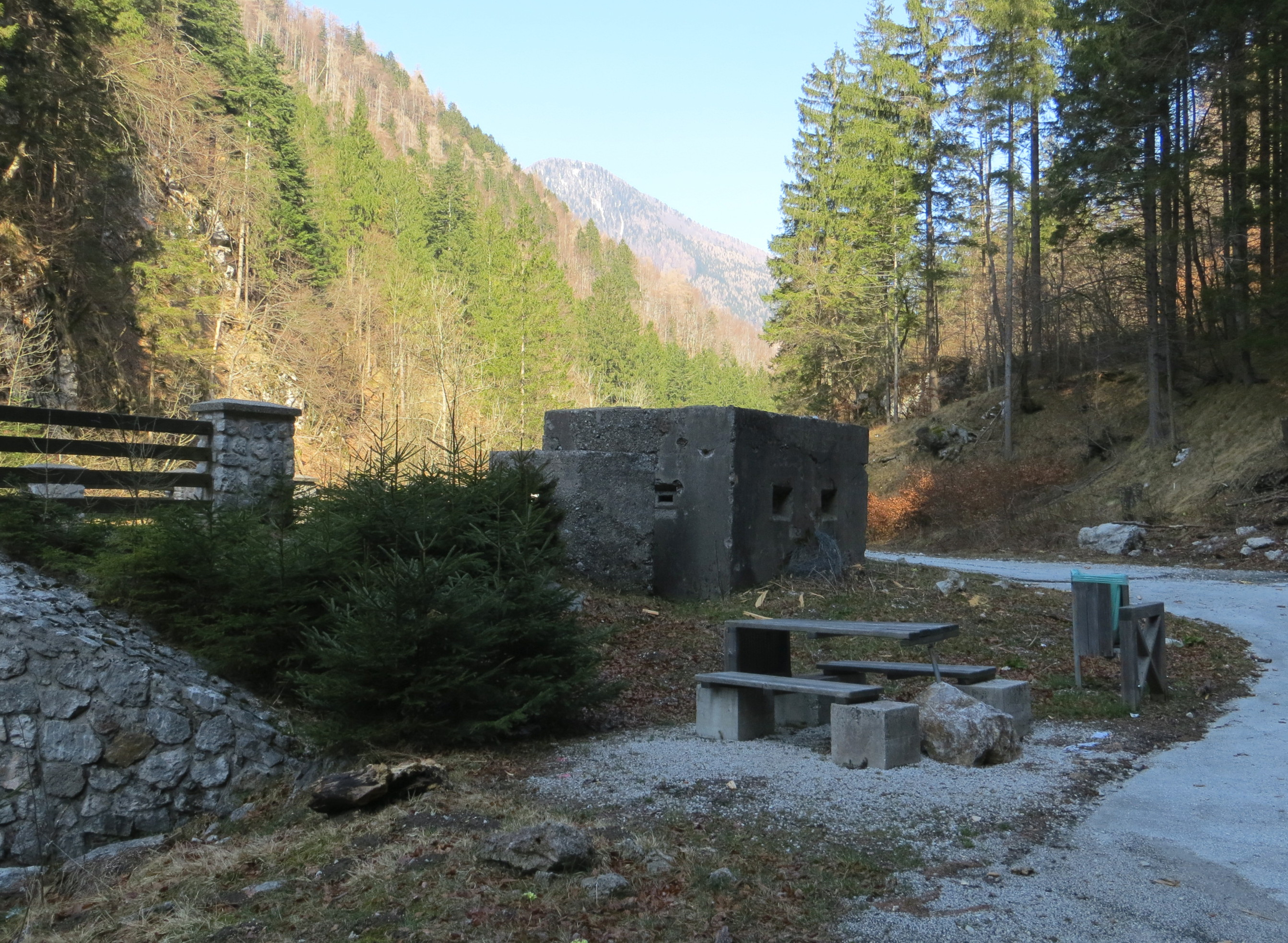
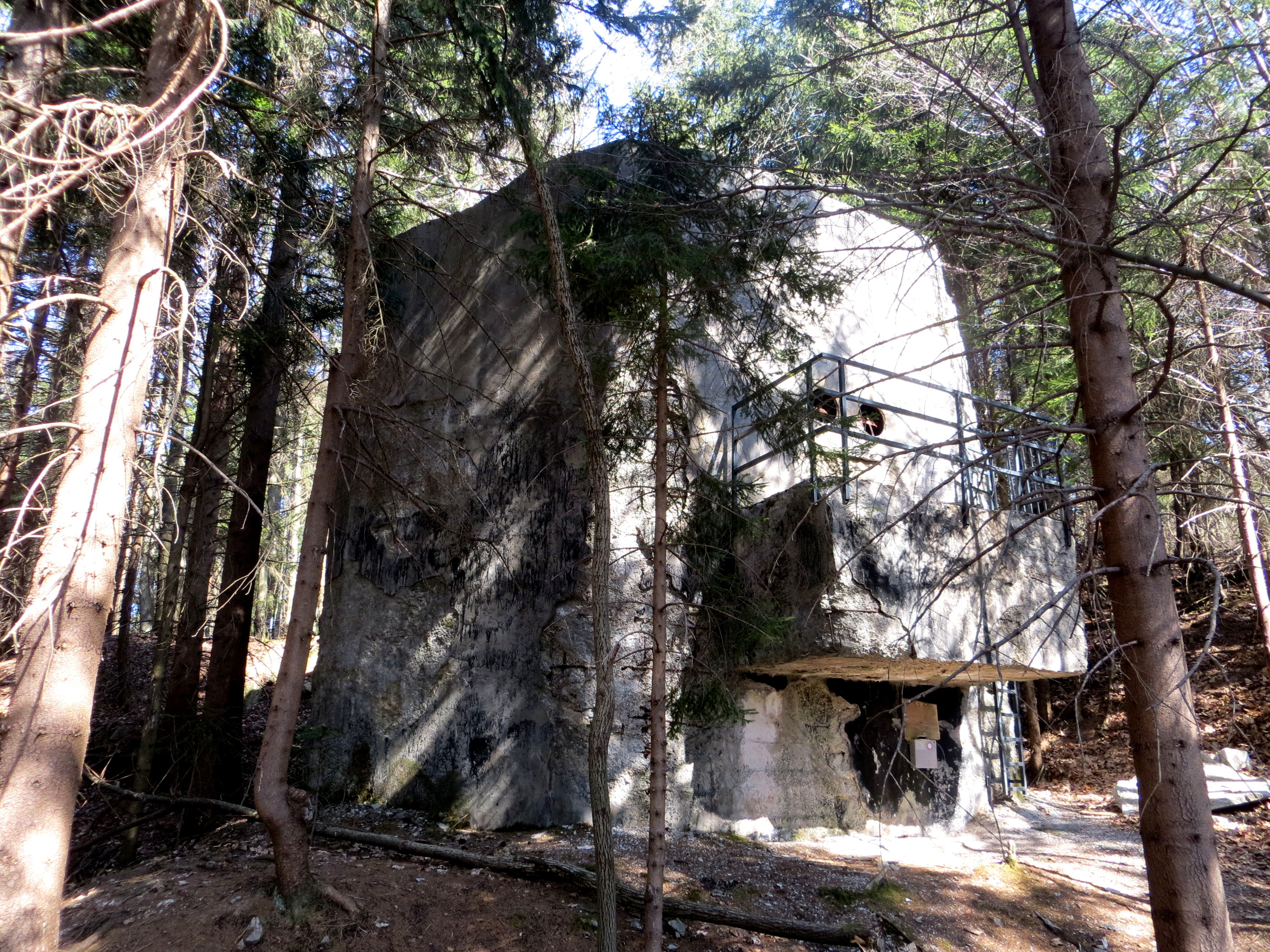
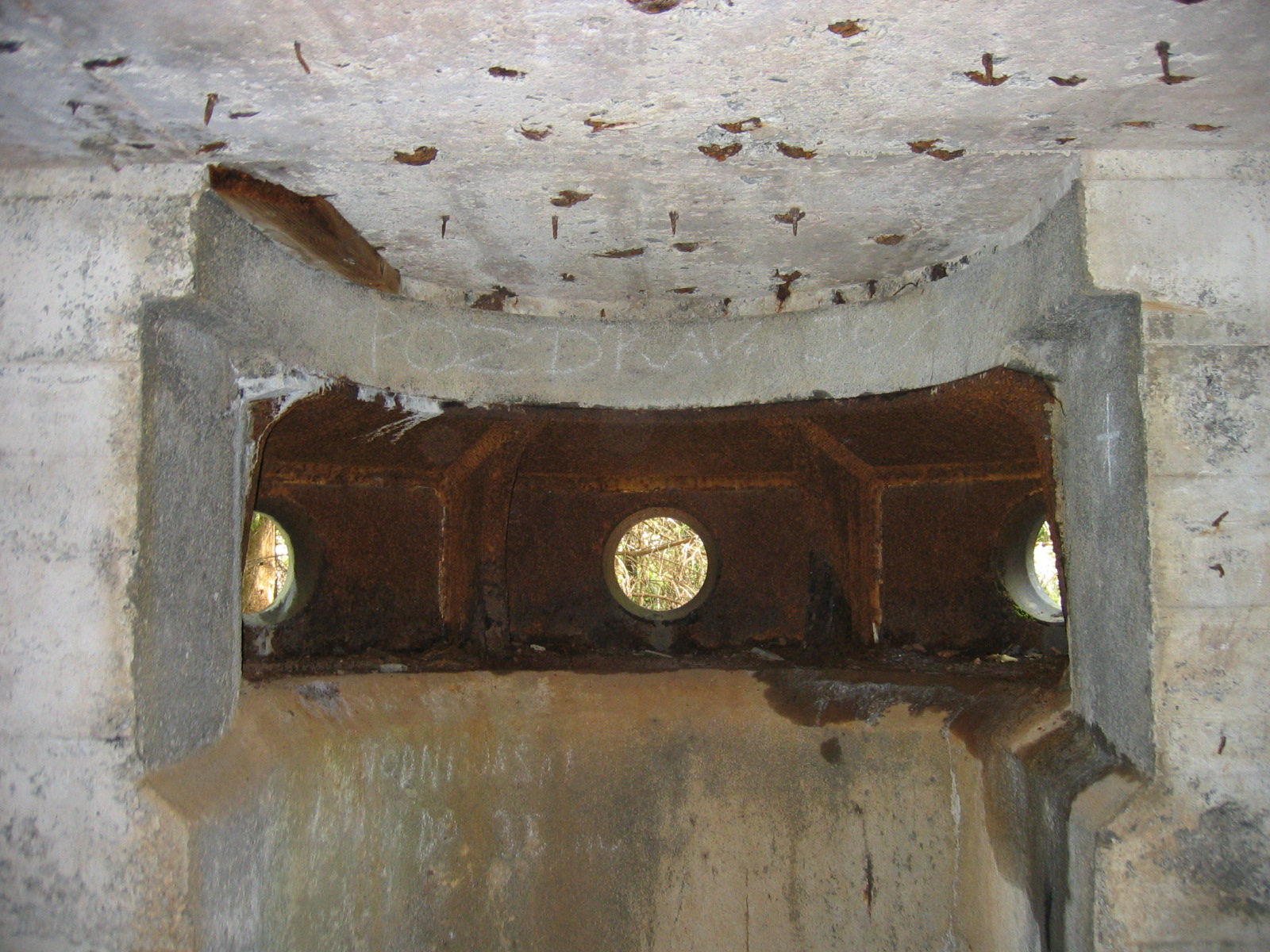
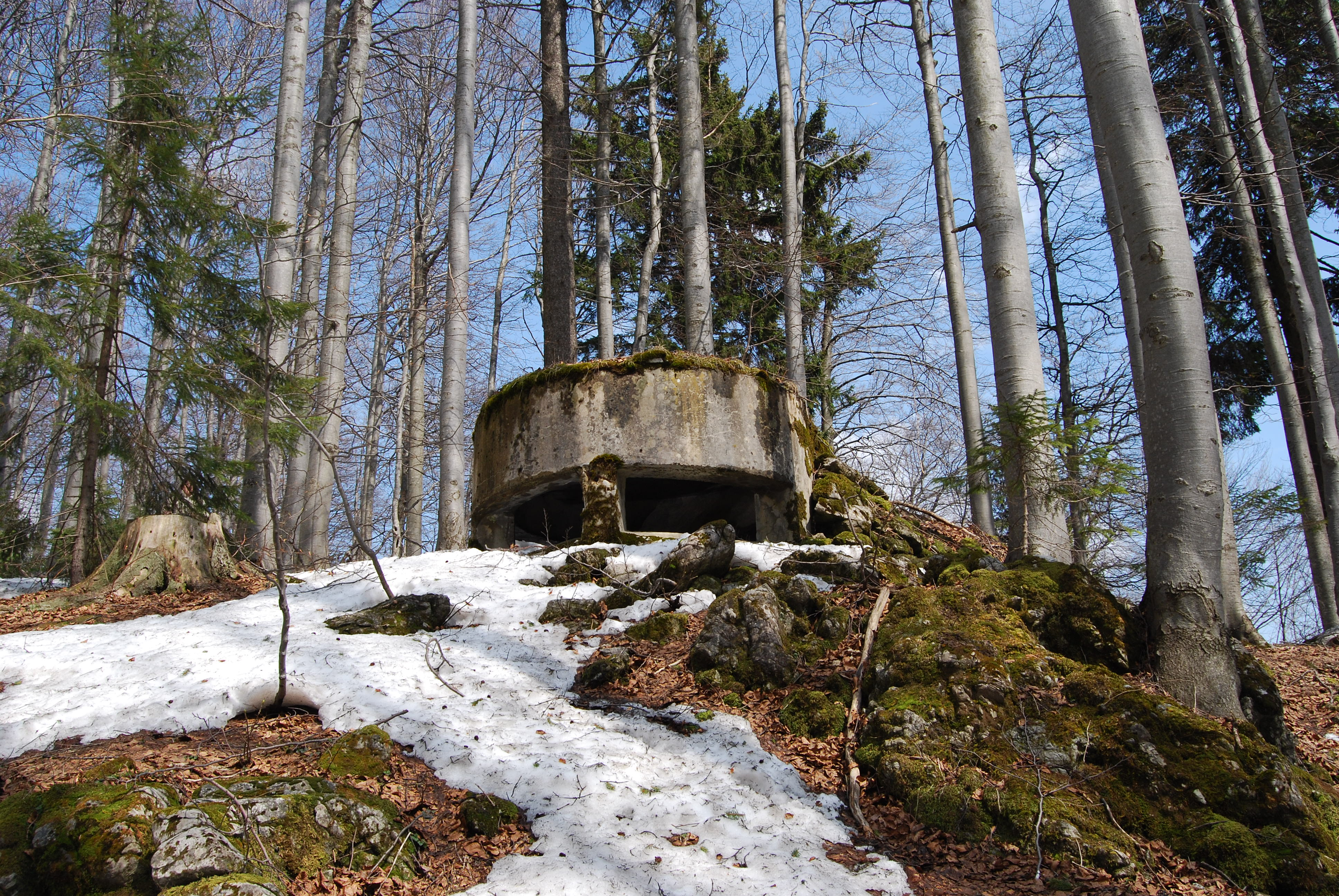
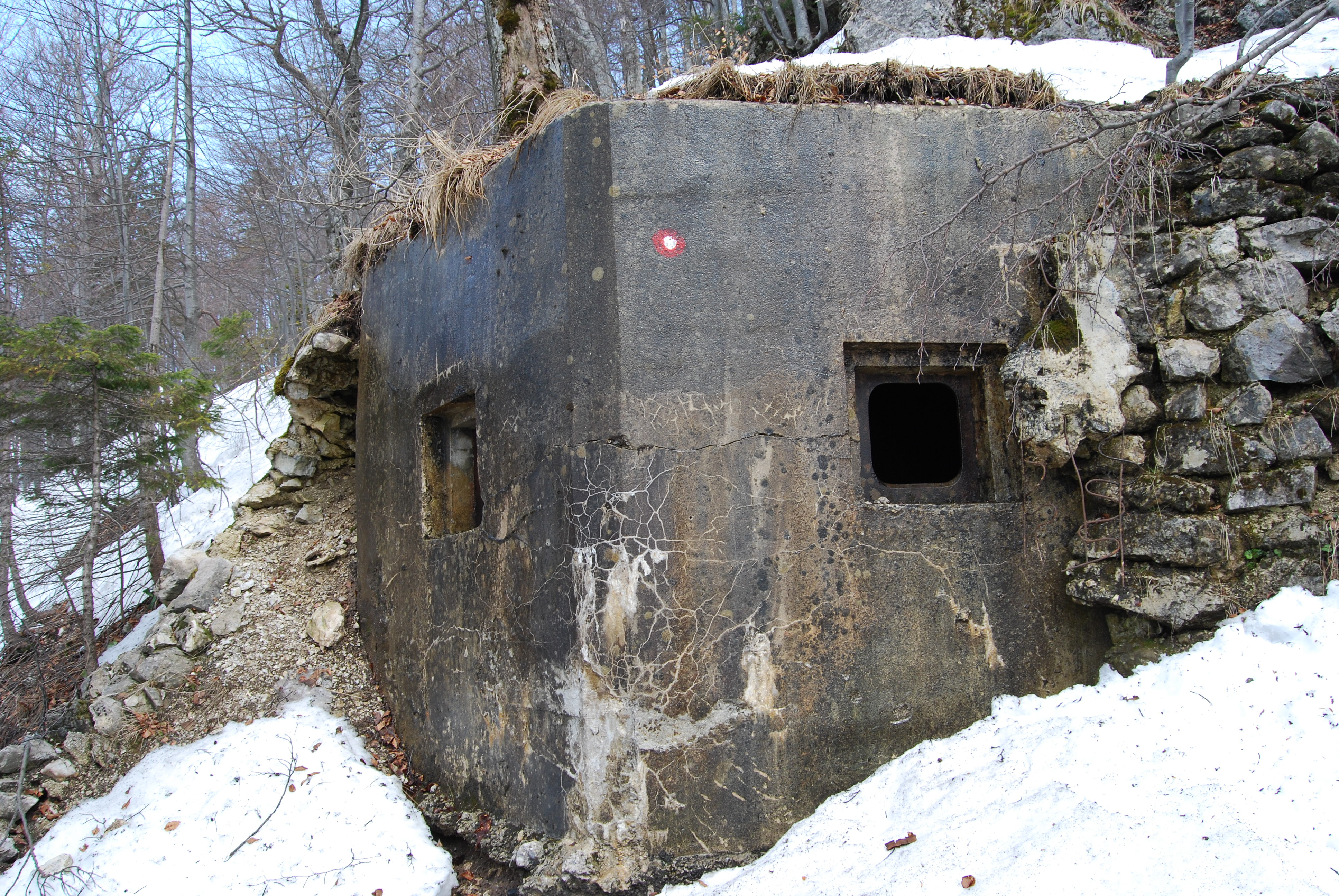
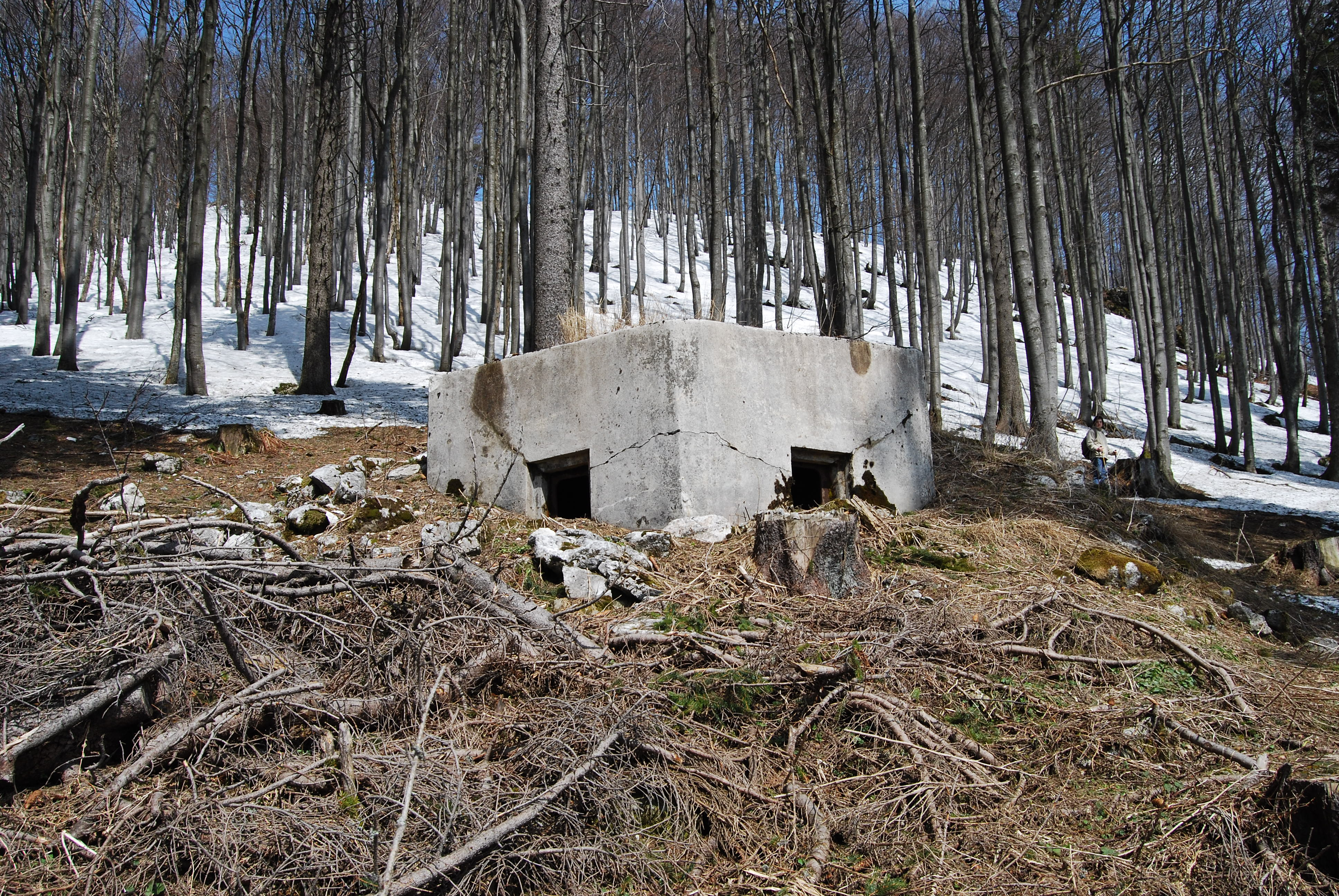
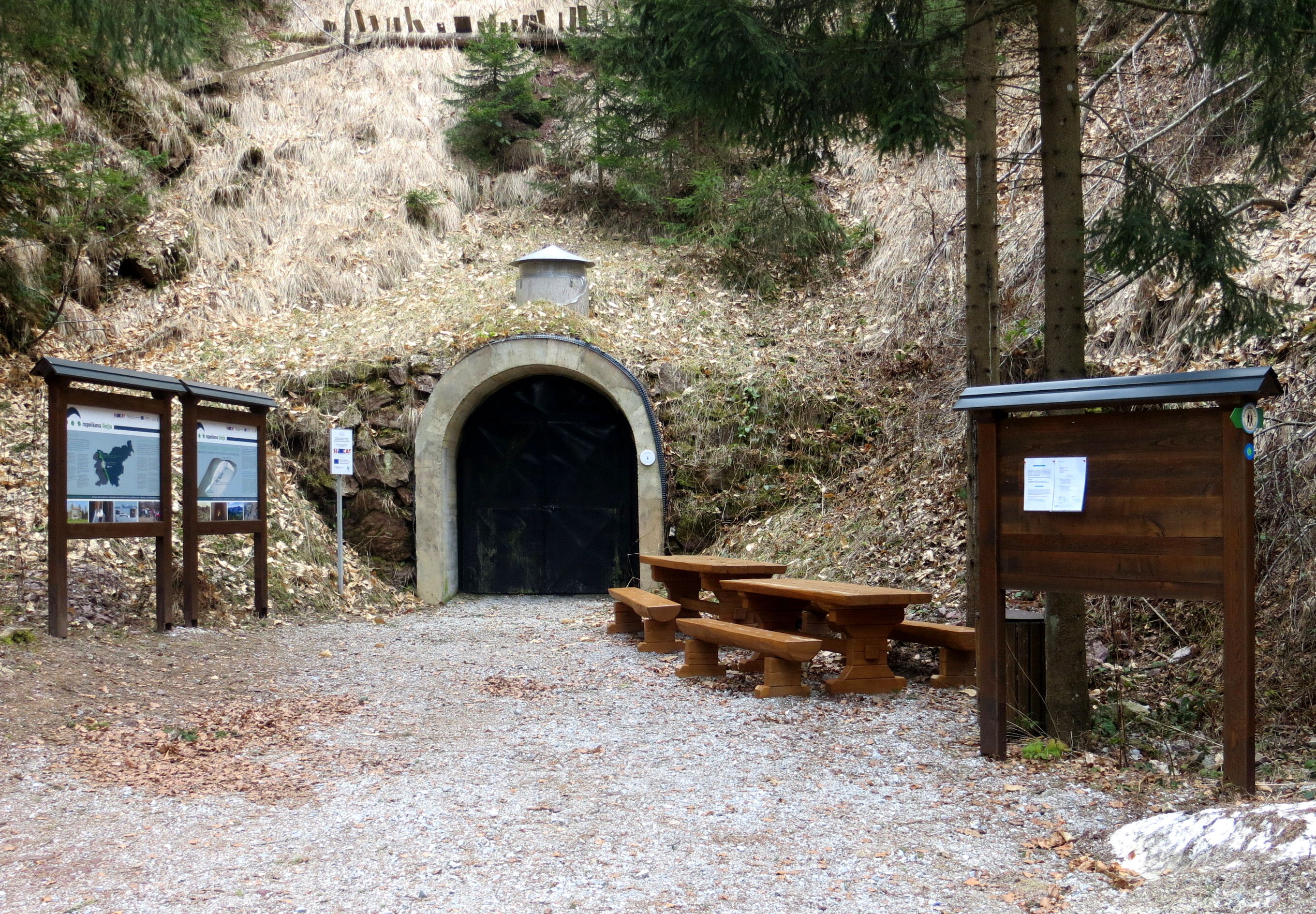